# Levansa decoratoria
Levansa decoratoria är en stekelart som först beskrevs av Fabricius 1775.  Levansa decoratoria ingår i släktet Levansa och familjen brokparasitsteklar. Inga underarter finns listade i Catalogue of Life.